# Tredje statsmakten

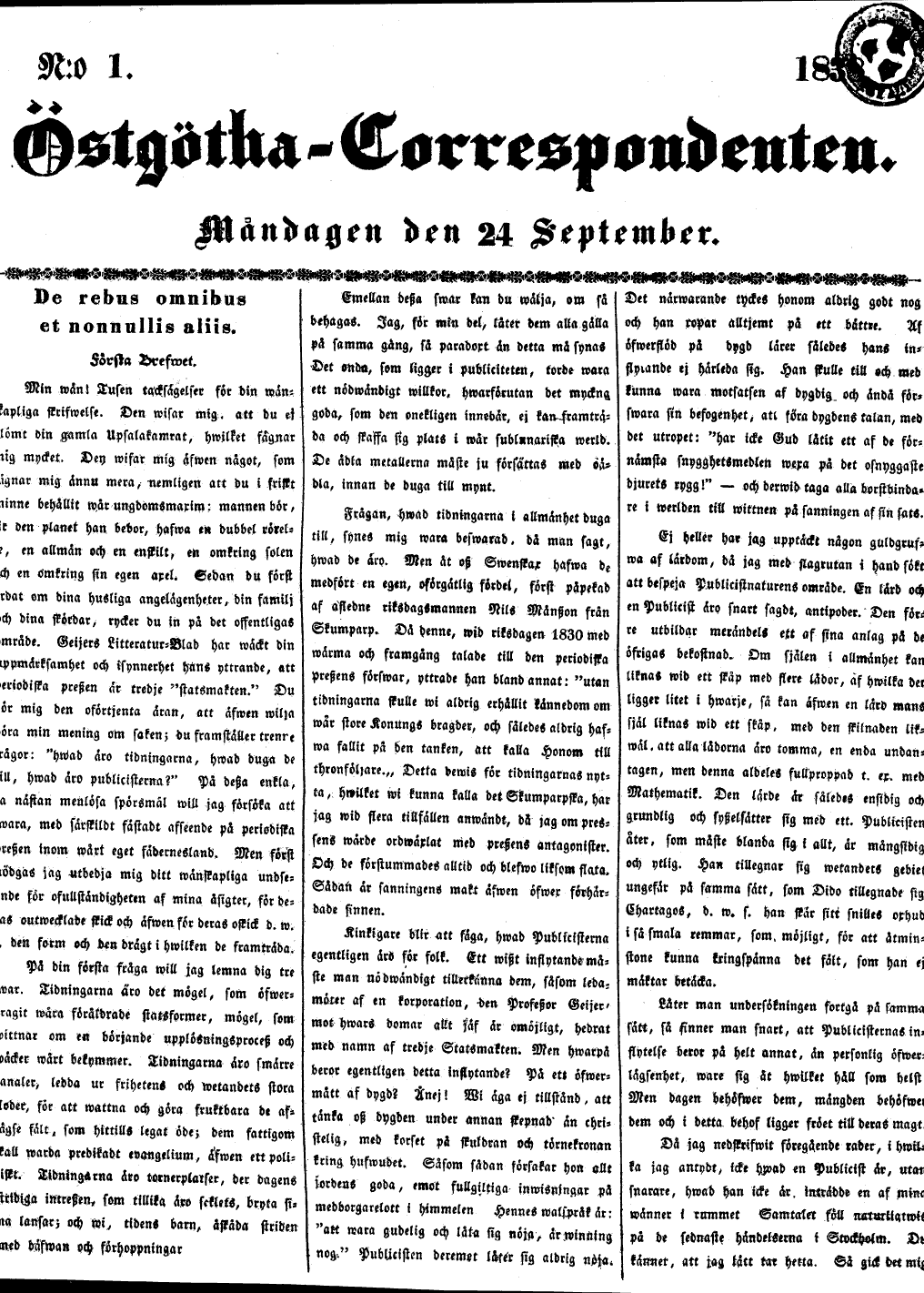
En tidigt belagd förekomst av uttrycket "tredje statsmakten" är en artikel av Henrik Bernhard Palmær i Östgöta Correspondenten den 24 september 1838, där han refererar till ett uttalande av Erik Gustav Geijer.

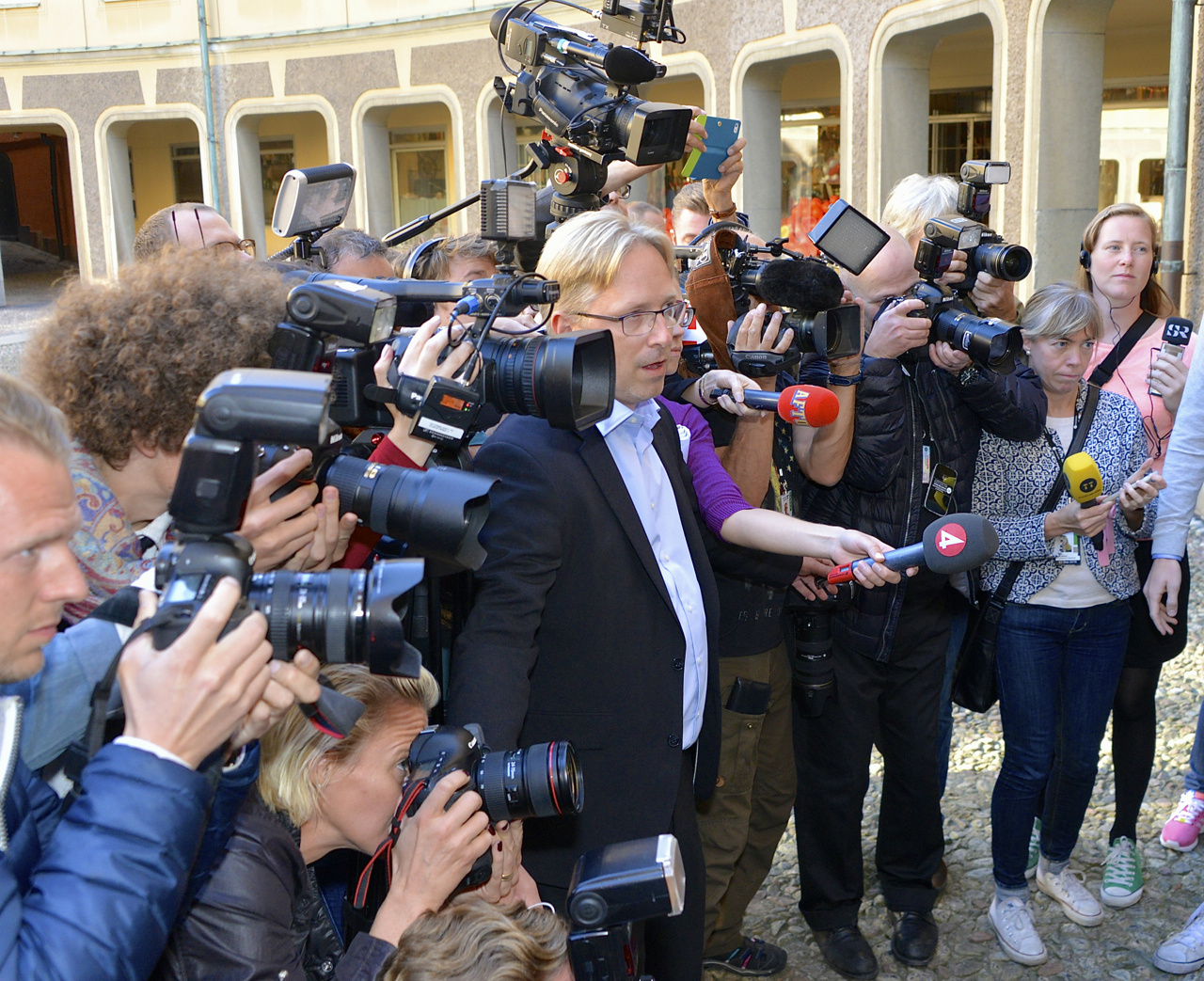
Tredje statsmakten bevakar tillblivelsen av den nya första statsmakten på Brantingtorget i Gamla stan i Stockholm den 15 september 2014.

Tredje statsmakten är sedan mitten av 1800-talet en informell benämning på massmedia i Sverige. Den första makten är regeringen och den andra riksdagen. Ibland antas riksdagen vara den första. Den tredje statsmaktens uppgift anses vara att granska de två andra.
Likartade uttryck för massmedias eller pressens roll förekommer även på andra håll – i den engelskspråkiga världen finns fourth estate 'fjärde ståndet' och på den europeiska kontinenten quatrième pouvoir, vierte Gewalt och quarto potere 'fjärde makten'.
När t.ex. internationella filmer och tv-program nämner media som den fjärde makten översätts detta i Sverige i regel med den tredje statsmakten.
Den retoriska figuren enligt vilken "pressen inte är den tredje statsmakten utan landets regering" kan vara jämngammal med uttrycket  fourth estate i betydelsen "pressen".
Begreppet bör inte blandas ihop med den så kallade Maktdelningsprincipen, där man istället skiljer på den verkställande makten (regeringen), den lagstiftande makten (riksdagen) och den dömande makten (domstolsväsendet).

## Uttryckens ursprung

### Sverige
Redan 1834 hade prosten Anders Lignell använt uttrycket i prästeståndet och då avsett en ämbetsmannahierarki som skulle riskera att uppstå mellan kungen och folket. Den användning av uttrycket i nuvarande betydelse, om media, som brukar anses vara ursprunget är från 1838, då Henrik Bernhard Palmær skrev i Östgöta Correspondenten, att Erik Gustav Geijer benämnt den periodiska pressen som den tredje statsmakten.
På det ställe Palmær åsyftar, hänvisar Geijer till Tocqueville.
| ”                    | Redan i den äldre konstitutionella monarkien har denna diskussion ett dubbelt fält, i konselj och representation. I den nyare, der de bägge sistnämnda äro närmare förenade, har denna diskussion tillika fått en ny, tredje, mäktig organ – pressen – ”denna utomordentliga, af godt och ondt så blandade makt” – säger en utmärkt politisk författare – ”att, utan den, friheten ej skulle kunna lefva, och att, med den, ordningen med möda kan bibehålla sig” | „ |
| – Erik Gustav Geijer | |   |

I samband med diskussioner och utredningar om att göra domstolarna mer oberoende i Sverige framförs regelbundet propåer om att istället betrakta domstolsväsendet som den tredje statsmakten.

### Engelskspråkiga länder
På engelska finns uttrycket fourth estate belagt från 1820-talet, men engelskspråkiga citatsamlingar brukar ange att den förste som använde fjärde ståndet som beskrivning på pressen var Edmund Burke. Detta grundar sig på vad Thomas Carlyle skrev i boken Om hjältar, hjältedyrkan och hjältebragder i historien (1841):
| ”                | Burke sade att det i parlamentet finns tre riksständer; men uppe på reporternas läktare sitter ett fjärde stånd som äger mycket större makt än de andra. | „ |
| – Thomas Carlyle | |   |

I England har man traditionellt ansett att parlamentet utgjordes av tre ständer trots att det organisatoriskt var och är ett tvåkammarparlament. Vissa menade att dessa bestod av Lords spiritual, Lords temporal, och commons medan andra menade att de var kungen, lorderna och commons.
I USA används the fourth branch of government (ungefär: den fjärde statsmakten), om en makt som påverkar de tre författningsenliga grenarna – så som de baserats på maktdelningsprincipen från Montesquieu (1748) med en maktdelning i tre grenar; den legislativa, den exekutiva och den judiciella – utan att själv ha någon grund som statsmakt i den amerikanska konstitutionen. Uttrycket används ibland om en byråkrati som blivit för självsvådlig, intressegrupper eller media. The fourth estate kan kontrasteras mot the fourth branch of government för att betona medias självständighet.

### Frankrike
I Frankrike användes uttrycket quatrième pouvoir eller fjärde makten 1827 som beskrivning på pressen i debatten om tryckfriheten. I betydelsen "allmänna opinionen" användes det dock redan 1802 av Jacques Necker. Uttrycket används ännu flitigt i Frankrike med betydelsen media eller pressen, men det har även förekommit debatt om att benämna internationella teknologiföretag som en fjärde makt.